# 阿氏鬼麗魚
阿氏鬼麗魚，為輻鰭魚綱鱸形目隆頭魚亞目慈鯛科的其中一種。

## 分布
本魚分布於東非的馬拉威湖。

## 深度
水深0至150公尺。

## 特徵
本魚身體為金屬藍有8至10道不明顯的黑色直條紋。背鰭基部極長，有白色邊緣，臀鰭有金黃色，腹鰭上的前幾排鰭條通常又長又白。背鰭硬棘16至17枚、背鰭軟條9至11枚；臀鰭硬棘3枚、臀鰭軟條9至10枚。體長約在20公分。

## 生態
本魚棲息湖泊的岩石區，常在岩石縫隙中活動，屬肉食性，以小型魚類為食，具有侵略性。

## 經濟利用
為色彩鮮豔的觀賞魚。